# 17. Goya-gála
A 17. Goya-gála során a 2002-ben bemutatott spanyol filmeket értékelték. A jelölteket az Academy of Cinematographic Arts and Sciences of Spain választotta ki. A madridi Palacio Municipal de Congresosban tartott ceremóniát az Televisión Española közvetítette 2003. február 1-jén. A műsor házigazdái Alberto San Juan és Guillermo Toledo voltak. A gála során Manuel Alexandre kapta meg a tiszteletbeli Goya-díjat. A ceremónia során többen is tiltakoztak José María Aznar akkori elnök az amerikaiak iraki invázióját támogató politikája miatt. Többen is "No a la guerra" ("Nemet a háborúra") jelzésű kitűzővel érkeztek, míg mások azt kritizálták, hogy a hírességek nem ítélték el ilyen hamar az ETA terrorista akcióit.

## Győztesek és jelöltek
A nyertesek félkövérrel jelölve.

### Fő díjak
| Legjobb film | Legjobb rendező |
| --- | --- |
| - Napfényes hétfők - Város határok nélkül - Vágyastársak - Beszélj hozzá | - Fernando León de Aranoa — Napfényes hétfők - Pedro Almodóvar — Beszélj hozzá - Antonio Hernández — Város határok nélkül - Emilio Martínez — Vágyastársak             |
| Legjobb férfi főszereplő | Legjobb női főszereplő |
| - Javier Bardem — Napfényes hétfők - Sancho Gracia — 800 golyó - Javier Cámara — Beszélj hozzá - Juan Luis Galiardo — Don Quijote lovag                                                                     | - Mercedes Sampietro — Közhelyek - Ana Fernández — Historia de un beso - Adriana Ozores — Senki élete - Leonor Watling — Anyám a lányokat szereti                      |
| Legjobb férfi mellékszereplő | Legjobb női mellékszereplő |
| - Luis Tosar — Napfényes hétfők - José Coronado — Az 507-es széf - Carlos Hipólito — Historia de un beso - Alberto San Juan — Vágyastársak                                                                  | - Geraldine Chaplin — Város határok nélkül - María Esteve — Vágyastársak - Mar Regueras — Édes bosszú - Tina Sainz — Historia de un beso                               |
| Legjobb eredeti forgatókönyv | Legjobb adaptált forgatókönyv |
| - Város határok nélkül — Enrique Brasó, Antonio Hernández - Napfényes hétfők — Fernando León de Aranoa, Ignacio del Moral - Smoking Room — Roger Gual, Julio D. Wallovits - Beszélj hozzá — Pedro Almodóvar | - Közhelyek — Adolfo Aristarain, Kathy Saavedra - Don Quijote lovag — Manuel Gutiérrez Aragón - A sanghaji varázslat — Fernando Trueba - Volverás — Antonio Chavarrías |
| Legjobb új színész | Legjobb új színésznő |
| - José Ángel Egido — Napfényes hétfők - Roberto Enríquez — A türelmetlen alkimista - Carlos Iglesias — Don Quijote lovag - Guillermo Toledo — Vágyastársak                                                  | - Lolita Flores — Édes bosszú - Clara Lago — Carol naplója - Nieve de Medina — Napfényes hétfők - Marta Etura — Senki élete                                            |
| Legjobb iberoamerikai film | Legjobb európai film |
| - Az utolsó vonat — Uruguay - Amaro atya bűne — Mexikó - Egy szerencsés nap — Argentína - Semmi több — Kuba                                                                                                 | - A zongorista — Egyesült Királyság/Lengyelország - Gosford Park — Egyesült Királyság - Olasz nyelv kezdőknek — Dánia - Bella Martha — Németország                     |
| Legjobb új rendező | Legjobb animációs film |
| - Roger Gual, Julio D. Wallovits — Smoking Room - Eduard Cortés — Senki élete - Daniela Fejerman, Inés París — Anyám a lányokat szereti - Ramón Salazar — Sorsfordítók                                      | - Sárkányhegy titka - Anjé. La leyenda del pirineo - El rey de la granja - Puerta del tiempo                                                                           |

### Egyéb díjak
| Legjobb operatőr | Legjobb vágás |
| --- | --- |
| - Don Quijote lovag — José Luis Alcaine - A sanghaji varázslat — José Luis López-Linares - Historia de un beso — Raúl Pérez Cubero - Nos miran — Néstor Calvo | - Az 507-es széf — Ángel Hernández Zoido - 800 golyó — Alejandro Lázaro - Aro Tolbukhin - Gyilkos elme — Ernest Blasi - Napfényes hétfők — Nacho Ruiz Capillas |
| Legjobb látványtervezés | Legjobb gyártásvezető |
| - A sanghaji varázslat — Salvador Parra - Don Quijote lovag — Félix Murcia - A türelmetlen alkimista — Rafael Palmero - Historia de un beso — Gil Parrondo | - Az 507-es széf — Fernando Victoria de Lecea - Carol naplója — Andrés Santana - Guerreros — Javier Arsuaga - A sanghaji varázslat — Luis Gutiérrez |
| Legjobb hang | Legjobb vizuális effektusok |
| - Vágyastársak — Gilles Ortion, Alfonso Pino, Pelayo Gutiérrez, José Vinader - Az 507-es széf — Licio Marcos de Oliveira, Luis de Veciana, Alfonso Pino - Darkness - A rettegés háza — Salva Mayolas, Dani Fontrodona, Marc Ors - Beszélj hozzá — Miguel Rejas, José Antonio Bermúdez, Manuel Laguna, Rosa Ortiz, Diego Garrido | - 800 golyó — Juan Ramón Molina, Félix Bergés, Rafael Solórzano - Minden idők legnagyobb képrablása — Raúl Romanillos, Félix Bergés, Carlos Martínez - Beszélj hozzá — David Martí, Montse Ribé, Jorge Calvo - Guerreros — Reyes Abades, Emilio Ruiz, Aurelio Sánchez Herrera |
| Legjobb jelmeztervezés | Legjobb smink |
| - A sanghaji varázslat — Lala Huete - Mindörökké Callas — Anna Anni, Alessandro Lai, Alberto Spiazzi - Carol naplója — Lena Mossum - Historia de un beso — Gumersindo Andrés | - A sanghaji varázslat — Gregorio Ros, Pepito Juez - Lisístrata — Gemma Planchadell, Mónica Núñez - Historia de un beso — Paca Almenara, Alicia López, Antonio Panizza - Trece campanadas — Susana Sánchez, Manolo Carretero                                                  |
| Legjobb eredeti filmzene | Legjobb eredeti dal |
| - Beszélj hozzá — Alberto Iglesias - 800 golyó — Roque Baños - Város határok nélkül — Víctor Reyes - Anyám a lányokat szereti — Juan Bardem | - "Sevillana para Carlos" (Roque Baños) — Salomé - "Ojos de gacela" (Eva Gancedo, Rasha) — Égetnivaló hazudozó - "Un lugar más allá" (Emilio Alquézar) — Sárkányhegy titka - "Human Monkeys", Najwa Nimri, Carlos Jean) — Guerreros                                           |
| Legjobb rövidfilm | Legjobb animációs rövidfilm |
| - Nada que perder - El espantapájaros - Historia de un búho - Hoy x ti mañana x mí - Uno más, uno menos | - Sr. Trapo - El negre és el color dels déus - TV |
| Legjobb dokumentumfilm | Legjobb rövid dokumentumfilm |
| - El efecto Iguazú - Tutajon Kubából - De Salamanca a ninguna parte - Vándormadarak | - Túnel número 20 - Howard Hawks. San Sebastián 1972 - Marmadrid |

## Műsorvezetők
A gálán az alábbi műsorvezetők működtek közre:
- Penélope Cruz
- Alejandro Amenábar
- Aitana Sánchez-Gijón
- Juan Carlos Fresnadillo
- Antonia San Juan
- Rosa María Sardà
- Alaska
- Iñaki Perurena
- Javier Bardem
- Juan Carlos Bellido
- Santiago Segura
- Achero Mañas
- Eduard Fernández
- Jeanne Moreau
- Federico Luppi
- Ernesto Alterio
- Javier Cámara
- Terele Pávez
- Lola Dueñas
- Candela Peña
- El Gran Wyoming
- Juanjo de la Iglesia
- Javier Martín
- Blanca Portillo
- Enrique de Castro
- Kiti Manver
- Cristina Marcos
- Javier Guzmán
- Antonio Resines
- Álvaro de Luna

## Fordítás
- Ez a szócikk részben vagy egészben  a(z)   17th Goya Awards című angol Wikipédia-szócikk fordításán alapul.  Az eredeti cikk szerkesztőit annak laptörténete sorolja fel. Ez a jelzés csupán a megfogalmazás eredetét és a szerzői jogokat jelzi, nem szolgál a cikkben szereplő információk forrásmegjelöléseként.